# Moshe Zemer

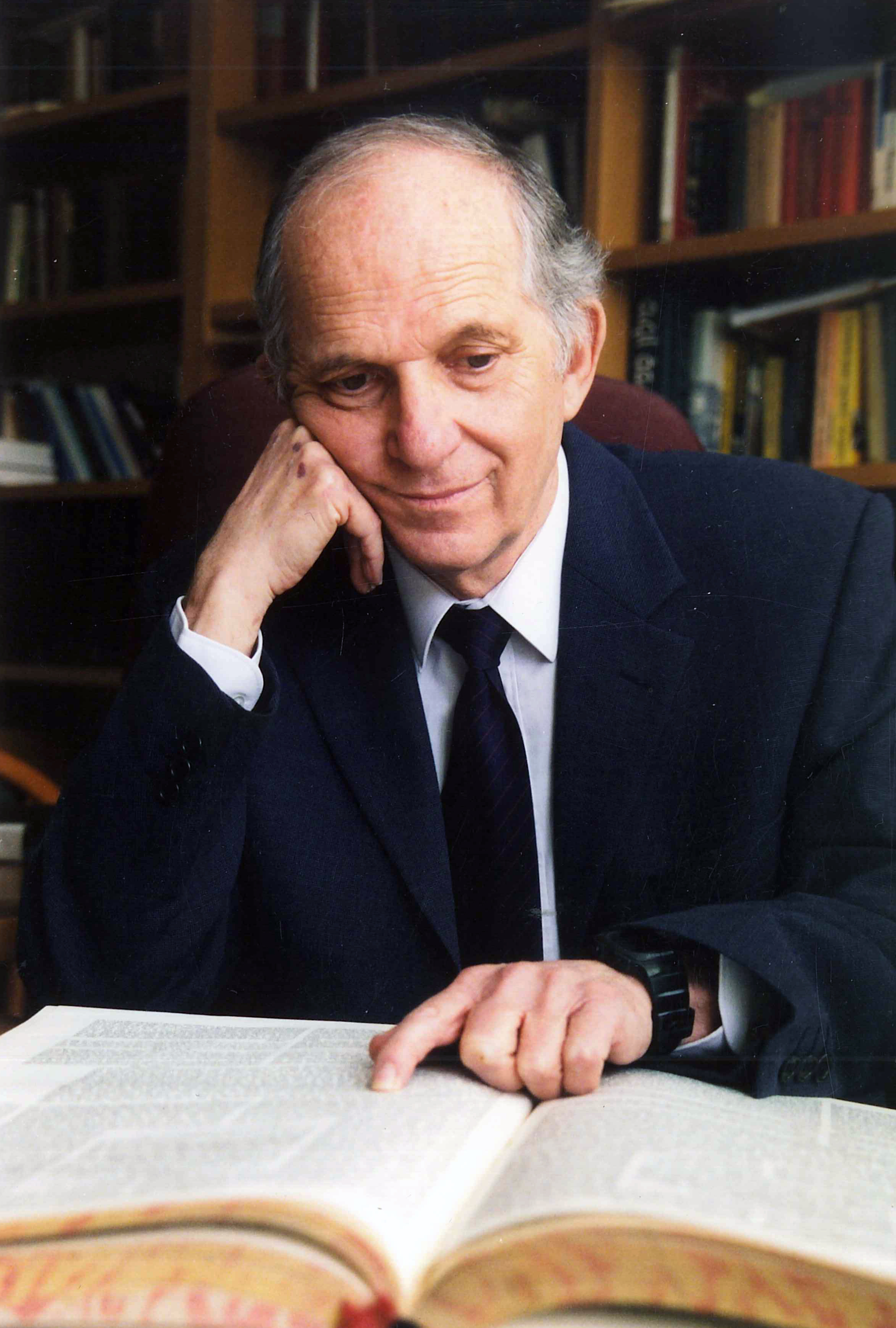
Moshe Zemer

Moshe Zemer (* 1. Januar 1932 in Kansas City, USA; † 2. November 2011 in Tel Aviv; ursprünglich Melvin Ray Zager) war ein führender Rabbiner des Reformjudentums in Israel, wo er seit 1963 lebte.

## Leben
Zemer wurde in Kansas City geboren und wuchs zunächst in Cleveland auf. Als er mit acht Jahren seine Mutter verlor, gab ihn sein Vater seinem Bruder und seiner Schwägerin zur Adoption in Omaha, wo Zemer die Schulen besuchte. 1945 zog er mit seiner Familie nach Los Angeles, wo er ein Psychologiestudium an der UCLA 1953 mit dem B.A. abschloss. Das Studium der Judaistik schloss er am Hebrew Union College in Cincinnati mit dem Doktorat ab und wurde dort zum Rabbiner ordiniert. Nach weiteren Studien an der Hebräischen Universität Jerusalem wurde er 1961 Rabbiner an einer Gemeinde in Baltimore, bis er 1963 nach Israel einwanderte. Hier wurde er Rabbiner der Kehillat Sharon in Kfar Shemaryahu, gründete 1964 in Ramat Gan die Gemeinde für Progressives Judentum und 1968 schließlich in Tel Aviv die Kedem-Gemeinde für Progressives Judentum, der er 20 Jahre lang vorstand.
Er gilt als einer der Begründer der Israelischen Bewegung für „Progressives“ (Reform) Judentum. Rabbiner Zemer war Präsident der Konferenz progressiver Rabbiner in Israel, Mitglied des geschäftsführenden Vorstandes der Israelische Bewegung für Reform-und-Progressives Judentum und Mitglied des geschäftsführenden Vorstandes der Central Conference of American Rabbis.
Sein persönlicher Schwerpunkt war die Entfaltung eines progressiven Zugangs zum jüdischen Religionsgesetz, der Halacha. Dazu veröffentlichte er zahlreiche Bücher und Aufsätze. Zu den wichtigsten gehören die, die er als Co-Editor mit dem amerikanischen Rabbiner Walter Jacob in der Serie Studies in Progressive Halakhah publiziert hat. 1990 gründete er das Freehof Institute of Progressive Halakhah.